# Eupithecia spissilineata
Eupithecia spissilineata là một loài bướm đêm trong họ Geometridae.